# Système de négociation automatisé
Un système de négociation automatisé (STA), un sous-ensemble de la négociation algorithmique, utilise un programme informatique pour créer des ordres d'achat et de vente et les soumettre automatiquement à un centre de marché ou à une bourse. Le programme informatique génère automatiquement des ordres sur la base d'un ensemble prédéfini de règles utilisant une stratégie de négociation basée sur l'analyse technique, des calculs statistiques et mathématiques avancés ou des données provenant d'autres sources électroniques.
- Ces systèmes de négociation automatisés sont principalement utilisés par les banques d'investissement ou les fonds spéculatifs, mais ils sont également accessibles aux investisseurs privés à l'aide d'outils en ligne simples. Les systèmes de négociation automatisés (STA) ont transformé la négociation moderne pour tous les acteurs du marché, des grands courtiers institutionnels aux investisseurs individuels. À l'heure actuelle, on estime que 70 à 80 % de toutes les transactions sur le marché sont effectuées par des logiciels de négociation automatisés, par opposition aux échanges manuels[3],[4].

Les systèmes de négociation automatisés sont souvent utilisés avec la négociation électronique dans les centres de marché automatisés, y compris les réseaux de communication électronique, les « dark pools » et les bourses automatisées. Les systèmes de négociation automatisés et les  plateformes de négociation électronique exécuter des tâches répétitives à des vitesses de plusieurs ordres de grandeur supérieures à celles de tout équivalent humain. Les contrôles des risques traditionnels et les mesures de protection qui reposent sur le jugement humain ne sont pas adaptés à la négociation automatisée, ce qui a entraîné des problèmes tels que le Flash Crash de 2010. De nouveaux contrôles, tels que des restrictions commerciales ou des coupe-circuits, ont été mis en place sur certains marchés électroniques pour faire face aux systèmes de négociation automatisés.

## Mécanisme
Le système de négociation automatisé détermine si un ordre doit être soumis sur la base, par exemple, du prix de marché actuel d'une option et des prix d'achat et de vente théoriques. Les prix d'achat et de vente théoriques sont dérivés, entre autres, du prix de marché actuel du titre sous-jacent à l'option. Une table de recherche stocke une gamme de prix d'achat et de vente théoriques pour une gamme donnée de prix de marché actuel du titre sous-jacent. En conséquence, lorsque le prix du titre sous-jacent change, un nouveau prix théorique peut être indexé dans la table de recherche, ce qui permet d'éviter des calculs qui, autrement, ralentiraient les décisions de négociation automatisées. Un système de négociation automatisé en ligne à traitement distribué utilise des messages structurés pour représenter chaque étape de la négociation entre un teneur de marché (demandeur) et un acheteur ou un vendeur potentiel (demandeur).

## Stratégies
- Suivi de tendance[8]

Le suivi de tendance ( TF ) est une stratégie de négociation qui fonde les décisions d'achat et de vente uniquement sur les tendances observables du marché. Depuis des années, diverses manifestations de TF ont vu le jour, comme le logiciel Turtle Trader. Contrairement aux prévisions financières, la stratégie de trading ne prédit pas les mouvements du marché. Au contraire, elle identifie une tendance en début de journée et effectue ensuite des transactions automatiquement selon une stratégie prédéfinie, sans tenir compte des changements de direction. La FO est très appréciée des spéculateurs, mais elle reste tributaire du jugement humain manuel pour configurer les règles de négociation et les conditions d'entrée et de sortie. Il est essentiel de trouver la stratégie initiale optimale.
La TF reste limitée par la volatilité du marché et la difficulté d'identifier les tendances de manière fiable.
Par exemple, la formule suivante peut être utilisée pour une stratégie de suivi de tendance :
« Considérons un espace de probabilité complet (Ω, F, P). Soit {\displaystyle S_{r}} désigne le prix de l'action au moment {\displaystyle r} satisfaisant à l'équation
{\displaystyle dS_{r}=S_{r}[\mu (\alpha _{r})dr+\sigma dB_{r}],}{\displaystyle S_{t}=X,}{\displaystyle t\leq r\leq T<\infty },
où {\displaystyle \alpha _{r}\in \{1,2\}} est une chaîne de Markov à deux états, {\displaystyle \mu (i)\equiv \mu _{i}} est le taux de rendement attendu dans le régime {\displaystyle i=1,2,\sigma >0} est la volatilité constante, {\displaystyle B_{r}} est un mouvement brownien standard, et {\displaystyle t} et {\displaystyle T} sont respectivement l'instant initial et l'instant terminal".
- Prix moyen pondéré en fonction du volume

Selon la page Wikipedia sur le prix moyen pondéré en fonction du volume, le VWAP est calculé à l'aide de la formule suivante :
": {\displaystyle P_{\mathrm {VWAP} }={\frac {\sum _{j}{P_{j}\cdot Q_{j}}}{\sum _{j}{Q_{j}}}}\,}
où:
{\displaystyle P_{\mathrm {VWAP} }} est le prix moyen pondéré en fonction du volume ;
{\displaystyle P_{j}} est le prix du commerce {\displaystyle j} ;
{\displaystyle Q_{j}} est la quantité de commerce {\displaystyle j} ;
{\displaystyle j} « désigne chaque transaction individuelle qui a lieu au cours de la période définie, à l'exclusion des transactions croisées et des transactions croisées de panier ».
- Retour à la moyenne

« Une série temporelle continue à retour à la moyenne peut être représentée par une équation différentielle stochastique d'Ornstein-Uhlenbeck :
{\displaystyle dx_{t}=\theta (\mu -x_{t})dt+\sigma dW_{t}}
Où {\displaystyle \theta } est le taux de retour à la moyenne, {\displaystyle \mu } est la valeur moyenne du processus, {\displaystyle \sigma } est la variance du processus et {\displaystyle W_{t}} est un processus de Wiener ou un mouvement brownien ",.

## Histoire
Le concept de système de négociation automatisé a été introduit pour la première fois par Richard Donchian (en) en 1949, lorsqu'il a utilisé un ensemble de règles pour acheter et vendre des fonds. L'idée novatrice de Donchian consistait à définir des critères de négociation spécifiques qui déclencheraient automatiquement des opérations lorsque les conditions du marché seraient réunies.
Comme il n'existait pas encore de technologie sophistiquée, les employés de M. Donchian devaient établir manuellement des graphiques sur les marchés et déterminer si une opération fondée sur des règles devait être effectuée. Ce processus, qui prenait beaucoup de temps, était sujet à des erreurs humaines, mais il a donné le ton à l'évolution des transactions sur les actifs financiers.
Puis, dans les années 1980, le concept de trading basé sur des règles est devenu plus populaire lorsque des traders célèbres comme John Henry ont commencé à utiliser de telles stratégies. Au milieu des années 1990, certains modèles étaient disponibles à l'achat. En outre, les progrès technologiques ont permis aux investisseurs individuels d'accéder plus facilement à ce type d'outils. Plus tard, Justin-Niall Swart a utilisé une méthode de suivi de tendance basée sur le canal de Donchian pour optimiser son portefeuille dans son analyse du marché des contrats à terme sud-africain.
La première forme de système de négociation automatisé, composée d'un logiciel basé sur des algorithmes, a été historiquement utilisée par les gestionnaires financiers et les courtiers. Ce type de logiciel était utilisé pour gérer automatiquement les portefeuilles des clients. Cependant, le premier service de marché libre sans aucune supervision a été lancé pour la première fois en 2008, il s'agit de Betterment par Jon Stein (en). Depuis lors, ce système s'est amélioré avec le développement de l'industrie des technologies de l'information.
Vers 2005, le copy trading et le mirror trading sont apparus comme des formes de trading algorithmique automatisé. Ces systèmes permettent aux traders de partager leurs historiques et stratégies de trading, que d'autres traders peuvent ensuite reproduire sur leurs propres comptes.
Tradency a été l'une des premières entreprises à proposer une plateforme de négociation automatique en 2005 avec son logiciel « Mirror Trader »,,. Ce logiciel permettait aux traders de télécharger leurs stratégies afin que d'autres utilisateurs puissent reproduire toutes les transactions générées par ces stratégies directement sur leurs propres comptes.
Peu après, certaines plateformes ont permis aux traders de connecter directement leurs comptes pour copier automatiquement les transactions sans avoir besoin de coder les stratégies de trading. Depuis 2010, le copy trading est devenu une fonctionnalité de plus en plus populaire proposée par de nombreux courtiers en ligne. Elle permet aux traders débutants de bénéficier des transactions potentiellement rentables des investisseurs expérimentés sur la plateforme. Des plateformes Internet comme eToro, ZuluTrade, Ayondo et Tradeo ont utilisé cette fonctionnalité pour attirer des millions d'utilisateurs ces dernières années,.
Le principal avantage du copy trading est qu'il permet de tirer parti des décisions de trading et du flux d'ordres d'investisseurs réputés en temps réel. Cela permet aux traders moins expérimentés d'avoir leurs comptes qui reflètent les transactions sans faire l'analyse eux-mêmes.
Aujourd'hui, les systèmes de négociation automatisés gèrent des actifs considérables dans le monde entier. En 2014, plus de 75 % des actions échangées sur les bourses américaines (y compris le New York Stock Exchange et le NASDAQ) provenaient d'ordres passés par des systèmes de négociation automatisés,.

## Perturbation et manipulation du marché
La négociation automatisée, ou négociation à haute fréquence, suscite des inquiétudes sur le plan réglementaire, car elle contribue à la fragilité du marché. Les régulateurs américains ont publié des communiqués, traitant de plusieurs types de contrôles des risques qui pourraient être utilisés pour limiter l'ampleur de ces perturbations, y compris des contrôles financiers et réglementaires pour empêcher l'entrée d'ordres erronés résultant d'un dysfonctionnement informatique ou d'une erreur humaine, la violation de diverses exigences réglementaires et le dépassement d'un crédit ou d'une limite de capital.
L'utilisation de stratégies de trading à haute fréquence (HFT) s'est considérablement développée au cours des dernières années et représente une part importante de l'activité sur les marchés américains. Bien que de nombreuses stratégies HFT soient légitimes, certaines ne le sont pas et peuvent être utilisées à des fins de manipulation. Une stratégie est illégitime, voire illégale, si elle perturbe délibérément le marché ou tente de le manipuler. Ces stratégies comprennent les « stratégies d'allumage de momentum » : spoofing et layering où un participant au marché place un ordre non authentique d'un côté du marché (généralement, mais pas toujours, au-dessus de l'offre ou en dessous de l'offre) dans le but d'inciter d'autres participants au marché à réagir à l'ordre non authentique et à négocier ensuite avec un autre ordre de l'autre côté du marché. On parle également de stratégies prédatrices/abusives. Compte tenu de l'ampleur de l'impact potentiel de ces pratiques, la surveillance des algorithmes abusifs reste une priorité pour les régulateurs. La Financial Industry Regulatory Authority (FINRA) a rappelé aux entreprises qui utilisent des stratégies HFT et d'autres algorithmes de trading qu'elles doivent être vigilantes lorsqu'elles testent ces stratégies avant et après leur lancement, afin de s'assurer qu'elles ne donnent pas lieu à des transactions abusives.
La FINRA se concentre également sur l'entrée d'activités HFT et algorithmiques problématiques par le biais de participants sponsorisés qui initient leur activité depuis l'extérieur des Etats-Unis. À cet égard, la FINRA rappelle aux entreprises leurs obligations de surveillance et de contrôle en vertu de la règle d'accès au marché de la SEC et de l'avis aux membres 04-66, ainsi que les problèmes potentiels liés au traitement de ces comptes comme des comptes clients, à la lutte contre le blanchiment d'argent et aux niveaux de marge, comme le soulignent l'avis réglementaire 10-18 et l'Office of Compliance Inspections and Examination de la SEC dans son National Exam Risk Alert daté du 29 septembre 2011.
La FINRA exerce une surveillance afin d'identifier les manipulations croisées de marché et de produit du prix des titres de participation sous-jacents. Ces manipulations sont généralement effectuées par le biais d'algorithmes ou de stratégies de trading abusifs qui clôturent des positions d'options préexistantes à des prix favorables ou établissent de nouvelles positions d'options à des prix avantageux.
Ces dernières années, un certain nombre de dysfonctionnements dans le domaine de la négociation algorithmique ont provoqué des perturbations importantes sur les marchés. Ces dysfonctionnements soulèvent des inquiétudes quant à la capacité des entreprises à développer, mettre en œuvre et superviser efficacement leurs systèmes automatisés. La FINRA a déclaré qu'elle évaluera si les tests et les contrôles des entreprises liés au trading algorithmique et à d'autres stratégies de trading automatisées sont adéquats à la lumière des obligations de la Securities and Exchange Commission des États-Unis et des obligations de surveillance des entreprises. Cette évaluation peut prendre la forme d'examens et d'enquêtes ciblées. Les entreprises devront déterminer si elles procèdent à des tests distincts, indépendants et rigoureux des algorithmes et des systèmes de négociation avant leur mise en œuvre. En outre, la FINRA vérifiera si le personnel juridique, de conformité et opérationnel de l'entreprise examine la conception et le développement des algorithmes et des systèmes de négociation pour s'assurer qu'ils sont conformes aux exigences légales. La FINRA examinera si une entreprise surveille et examine activement les algorithmes et les systèmes de négociation une fois qu'ils sont placés dans les systèmes de production et après qu'ils ont été modifiés, y compris les procédures et les contrôles utilisés pour détecter les abus de négociation potentiels tels que les ventes de liquidation, le marquage, la superposition et les stratégies d'ignition de l'élan. Enfin, les entreprises devront décrire leur approche des interrupteurs de déconnexion ou "kill" à l'échelle de l'entreprise, ainsi que les procédures de réponse aux dysfonctionnements catastrophiques des systèmes,,.

### Exemples notables
Voici quelques exemples récents de perturbations importantes des marchés :
- Le 6 mai 2010, l'indice Dow Jones Industrial Average a perdu environ 1 000 points (environ 9 %) et a récupéré ses pertes en quelques minutes. Il s'agissait de la deuxième plus importante fluctuation de points (1 010,14 points) et de la plus forte baisse de points en une journée (998,5 points) sur une base intrajournalière dans l'histoire de l'indice. Cette perturbation du marché a été connue sous le nom de Flash Crash et a conduit les régulateurs américains à publier de nouvelles réglementations pour contrôler l'accès au marché par le biais du trading automatisé[34].
- Le 1er août 2012, entre 9h30 et 10h00 EDT, Knight Capital Group a perdu quatre fois son revenu net de 2011[35]. Le PDG de Knight, Thomas Joyce, a déclaré, le lendemain de la perturbation du marché, que l'entreprise avait " mis toutes les mains sur le pont " pour corriger un bogue dans l'un des algorithmes de négociation de Knight qui soumettait des ordres erronés aux bourses pour près de 150 actions différentes. Les volumes d'échange ont grimpé en flèche pour un si grand nombre de titres que le ETF SPDR S&P 500 (SYMBOL : SPY), qui est généralement le titre américain le plus échangé, est devenu le 52e titre le plus échangé ce jour-là, selon Eric Hunsader, PDG du service de données sur les marchés Nanex. Les actions de Knight ont clôturé en baisse de 62 % à la suite de l'erreur de négociation et Knight Capital a failli s'effondrer. Knight a finalement conclu un accord de fusion avec Getco, une société de négociation à grande vitesse basée à Chicago[36],[37].